# 亀井茲方
亀井 茲方（かめい これかた）は、石見津和野藩の第10代藩主。津和野藩亀井家11代。

## 生涯
文化14年（1817年）2月27日、第9代藩主亀井茲尚の三男として江戸で生まれる。天保元年（1830年）12月に従五位下、能登守に叙位・任官する。そして同年同月に父が死去したため、天保2年（1831年）3月6日に家督を継いだ。しかし若年のため、しばらくは江戸に滞在した。天保2年（1831年）8月に長州藩で一揆が起こると、津和野藩は国境の警護に努めている。桜田組防火役を務めた後の天保5年（1834年）には江戸城二の丸修復手伝い普請をはじめ、天保7年（1836年）には大洪水の被害を受けてその対応に追われるなど、藩政は多難を極めた。一方で幕末の動乱を早くから感じ取り、天保8年（1837年）には武器奉行・細工奉行を設置するなどしている。
天保10年（1839年）6月21日、病気を理由に家督を養子の茲監に譲って隠居する。弘化3年（1846年）2月9日、江戸で死去した。享年30。
豊鶴という画号を称した画人であり、書画をはじめ、琴や碁に優れた才能を持った文化人であった。